# Paola Suárez
Paola Suárez (ur. 23 czerwca 1976 w Pergamino) – argentyńska tenisistka, jedna z najwybitniejszych deblistek w historii i jedna z dwóch największych postaci tenisa ziemnego w Ameryce Południowej obok Gabrieli Sabatini. Ośmiokrotna mistrzyni turniejów wielkoszlemowych w grze podwójnej u boku Virginii Ruano Pascual. Dwukrotna wicemistrzyni imprez Wielkiego Szlema w grze mieszanej. Półfinalistka Roland Garros w grze pojedynczej w 2004 roku. Zwyciężczyni czterech turniejów singlowych i czterdziestu czterech turniejów deblowych z cyklu rozgrywek WTA. Była liderka światowej klasyfikacji kobiet w grze podwójnej. Uczestniczka letnich igrzysk olimpijskich w latach 1996, 2000 i 2004. Brązowa medalistka igrzysk olimpijskich w Atenach w grze podwójnej. Reprezentantka Argentyny w Pucharze Federacji.

## Kariera tenisowa
Jako młoda dziewczyna Paola grywała w tenisa dla rozrywki, nie myśląc o uprawianiu tej dyscypliny zawodowo. Do zmiany stanowiska zachęciła ją słynna rodaczka, Gabriela Sabatini, która wywarła ogromny wpływ na karierę Suárez. Już od 1990 roku występowała w turniejach rangi ITF. Do 1993 roku wygrywała te turnieje w obydwu konkurencjach, to jest grze pojedynczej i podwójnej. W 1993 roku zadebiutowała w turnieju zawodowym w Canberze, docierając od razu do ćwierćfinału.
1 marca 1994 Paola została zawodową tenisistką. W czwartym swoim występie w turnieju WTA, w Pradze dotarła do półfinału, poprawiając swój najlepszy wynik w karierze. Zadebiutowała w Roland Garros jako kwalifikantka i choć odpadła już w pierwszej rundzie, to w najbliższym notowaniu rankingowym, 6 czerwca, została po raz pierwszy sklasyfikowana w czołowej setce singlowego rankingu tenisistek.
Po sezonie 1995, gdy Paola występowała głównie w turniejach ITF, nadszedł czas na przełom rok później. Argentynka doszła do półfinału zawodów w Bol i wygrała tam turniej gry podwójnej. Było to jej pierwsze deblowe zwycięstwo w karierze. W 1997 jej najlepszym wynikiem była trzecia runda US Open. W roku 1998 zapewniła sobie miejsce w historii argentyńskiego i światowego tenisa, wygrywając pierwszy turniej singlowy i kilka deblowych; zarówno w cyklu WTA, jak i ITF. W roku 1999 najlepszym wynikiem Paoli był turniej w Madrycie. Jako szczęśliwa przegrana doszła do finału, pokonując Patty Schnyder, Chandę Rubin i Magüi Sernę. Wygrała turniej gry podwójnej w parze z Virginią Ruano Pascual, z którą stworzyła jeden z największych debli w historii tenisa.
W roku 2000 Argentynka miała już wyrobioną markę, a swój talent przypieczętowała pięcioma wygranymi turniejami deblowymi, wicemistrzostwem Roland Garros w deblu oraz singlowym finałem w brazylijskim São Paulo. Zajęła miejsce wśród pięćdziesięciu najlepszych tenisistek świata. Odniosła swoje najważniejsze zwycięstwo w karierze, pokonując w Amelia Island Serenę Williams, a potem także Annę Kurnikową. Zakwalifikowała się do turnieju mistrzyń w grze podwójnej.
Pierwsza połowa sezonu 2001 przyniosła Paoli pierwsze mistrzostwo wielkoszlemowe w deblu, odniesione wraz z hiszpańską partnerką w Paryżu. Tam też została wicemistrzynią gry mieszanej. Wygrała turniej singlowy i dwa inne turnieje deblowe. Po francuskiej lewie Wielkiego Szlema Argentynka odniosła kontuzję kostki, a potem ramienia, które wyeliminowały ją z rozgrywek niemalże do końca sezonu.
Powrót okazał się udany i w roku 2002 Argentynka została liderką światowej klasyfikacji deblistek, wciąż utrzymując wysoką pozycję w rankingu singlowym. Wygrała siedem turniejów deblowych; w grze pojedynczej pokonała Sandrine Testud. Obroniła deblowy tytuł na Roland Garros, dokładając do kolekcji trofeum z kortów Flushing Meadows. Finalistka Australian Open w grze mieszanej.
Wygrywając turniej w Wiedniu w 2003 roku została dziesiątą kobietą w historii, która wygrała turniej singlowy, będąc klasyfikowaną na szczycie rankingu deblistek. W Toronto pokonała Słowaczkę Danielę Hantuchovą. W drodze do czwartej rundy Wimbledonu wygrała z Magdaleną Maleewą. Osiągnęła ćwierćfinał US Open jako pierwsza Argentynka od 1995 roku. Wyniki te zapewniły jej miejsce wśród dwudziestu najlepszych tenisistek na świecie w grze pojedynczej. W deblu wygrała pięć z dziesięciu finałów turniejowych; uczestniczyła we wszystkich finałach wielkoszlemowych, zdobywając trofeum US Open oraz pierwszy tytuł w turnieju mistrzyń. Utraciła czołowe miejsce rankingowe w klasyfikacji deblowej, ale odzyskała je po zwycięstwie w Los Angeles.
W 2004 roku osiągnęła półfinał Roland Garros w grze pojedynczej, co pozostało jej najlepszym wynikiem w tej konkurencji już do końca zawodowej kariery. Pokonała między innymi Mariję Szarapową. Wygrała czwarty turniej singlowy, ostatni w występach zawodowych. Awansowała do czołowej dziesiątki klasyfikacji singlowej WTA. W grze podwójnej wygrała wielkoszlemowy Australian Open i Roland Garros.
W pierwszej połowie roku 2005 wygrała deblowy Roland Garros i kilka innych turniejów w tej konkurencji. Wówczas doznała poważnej kontuzji biodra, które wkrótce zostało zoperowane.
Wróciła w 2006 roku, dochodząc do finału Wimbledonu w deblu. Londyńska impreza była jedyną brakującą Suárez i Pascual do skompletowanie Karierowego Wielkiego Szlema. Już nigdy nie otrzymały szansy na zwycięstwo na trawie All England Tennis Club. Wygrała kilka innych imprez deblowych. Jej zarobki na korcie przekroczyły pięć milionów złotych.
W styczniu 2007 wygrała deblowy turniej w Auckland w parze z Janette Husárovą. Po turnieju mistrzyń w 2006 roku nastąpiły zmiany wśród czołowych deblistek świata. Suárez i Ruano Pascual zaprzestały na jakiś czas ze sobą grać. Pascual rozpoczęła współpracę z rodaczką Anabel Mediną Garrigues. Argentynka zaczęła rzadziej pojawiać się na korcie. W lutym wygrała swój ostatni turniej zawodowy, 44, w Bogocie razem z Lourdes Domínguez Lino. Debel Suárez / Pascual powrócił na kilka występów w marcu. Po nieudanym turnieju Roland Garros Paola planowała zakończenie kariery po turnieju wimbledońskim. Ostatecznie jednak zagrała jeszcze w San Diego. Ostatni zawodowy mecz rozegrała 1 września podczas turnieju mieszanego US Open. W parze z Kevinem Ullyettem przegrali z Liezel Huber i Jamiem Murrayem.
4 września 2007 Paola zakończyła zawodową karierę sportową. W 2012 wznowiła starty w rozgrywkach deblowych ze względu na planowany występ w Letnich Igrzyskach Olimpijskich w Londynie wraz z Giselą Dulko. Osiągnęły półfinały w Monterrey, Acapulco, Miami i Stuttgarcie, lecz podczas turnieju olimpijskiego przegrały w pierwszej rundzie z chińską parą Li Na – Zhang Shuai 4:6, 2:6. Ostatni występ zaliczyła tydzień później, w sierpniu 2012 roku. W parze z Wierą Duszewiną doszła do drugiej rundy w Cincinnati.

## Historia występów wielkoszlemowych
Legenda
     W, wygrany turniej
     F, przegrana w finale
     SF, przegrana w półfinale
     QF, przegrana w ćwierćfinale
     xR, przegrana w x rundzie
     A, brak startu

### Występy w grze pojedynczej
| Australian Open        | A   | A   | A   | A   | A   | A  | 2R  | 2R | 1R | 1R | 4R | 1R | 3R | 3R | A   | A   | A   | 9-8   |  |  |  |  |  |  |  |  |
| French Open            | A   | A   | A   | 1R  | 2R  | 2R | 1R  | 2R | 2R | 1R | 2R | QF | 3R | SF | 1R  | A   | A   | 16-12 |  |  |  |  |  |  |  |  |
| Wimbledon              | A   | A   | A   | 1R  | A   | 1R | 1R  | 1R | 1R | 3R | 1R | 1R | 4R | QF | A   | A   | A   | 9-10  |  |  |  |  |  |  |  |  |
| US Open                | A   | A   | A   | 2R  | 1R  | 2R | 3R  | 1R | 2R | 1R | 1R | 2R | QF | 3R | A   | A   | A   | 12-11 |  |  |  |  |  |  |  |  |
|                        |     |     |     |     |     |    |     |    |    |    |    |    |    |    |     |     |     |       |  |  |  |  |  |  |  |  |
| Ranking na koniec roku | 580 | 221 | 269 | 110 | 130 | 62 | 115 | 85 | 71 | 37 | 27 | 27 | 14 | 16 | 232 | 179 | 289 | 46-41 |  |  |  |  |  |  |  |  |

### Występy w grze podwójnej
| Australian Open        | A   | A   | A   | A | A   | A  | QF | 2R | 2R | 2R | QF | 3R | F | W  | A  | QF | 1R  | koniec kariery | A  | 1 / 10 | 25-9   |  |  |  |  |  |  |
| French Open            | A   | A   | A   | A | A   | 1R | 1R | 2R | 2R | F  | W  | W  | F | W  | W  | 2R | 1R  | koniec kariery | 2R | 4 / 13 | 38-9   |  |  |  |  |  |  |
| Wimbledon              | A   | A   | A   | A | A   | 1R | 1R | 2R | 3R | QF | SF | F  | F | SF | A  | F  | 1R  | koniec kariery | 1R | 0 / 12 | 29-12  |  |  |  |  |  |  |
| US Open                | A   | A   | A   | A | A   | 1R | 2R | SF | 2R | 1R | 3R | W  | W | W  | A  | QF | 1R  | koniec kariery | A  | 3 / 11 | 29-8   |  |  |  |  |  |  |
|                        |     |     |     |   |     |    |    |    |    |    |    |    |   |    |    |    |     |                |    |        |        |  |  |  |  |  |  |
| Ranking na koniec roku | 487 | 246 | 340 | - | 422 | 83 | 52 | 23 | 40 | 7  | 6  | 1  | 1 | 2  | 17 | 14 | 103 | -              | 49 | 8 / 46 | 121-38 |  |  |  |  |  |  |

### Występy w grze mieszanej
| Australian Open | A | A | A | A | A | A  | A | 1R | 1R | A  | 1R | F  | A  | A | A | 1R | 1R | 0 / 6  | 5-6   |  |  |  |  |  |  |  |  |
| French Open     | A | A | A | A | A | A  | A | A  | A  | A  | F  | 1R | SF | A | A | 1R | 1R | 0 / 5  | 9-5   |  |  |  |  |  |  |  |  |
| Wimbledon       | A | A | A | A | A | 1R | A | 1R | A  | 3R | 2R | 1R | 3R | A | A | A  | 2R | 0 / 7  | 6-7   |  |  |  |  |  |  |  |  |
| US Open         | A | A | A | A | A | A  | A | 1R | 1R | 2R | 1R | 1R | 2R | A | A | A  | 2R | 0 / 7  | 3-7   |  |  |  |  |  |  |  |  |
|                 |   |   |   |   |   |    |   |    |    |    |    |    |    |   |   |    |    |        |       |  |  |  |  |  |  |  |  |
|                 |   |   |   |   |   |    |   |    |    |    |    |    |    |   |   |    |    | 0 / 25 | 23-25 |  |  |  |  |  |  |  |  |

## Finały turniejów WTA
| Legenda                | Legenda |
| ---------------------- | ------- |
| Wielki Szlem           |         |
| Igrzyska olimpijskie   |         |
| WTA Tour Championships |         |
| 1988 – 2008            |         |
| Kategoria I            |         |
| Kategoria II           |         |
| Kategoria III          |         |
| Kategoria IV           |         |
| Kategoria V            |         |

### Gra pojedyncza 8 (4-4)
| Końcowy wynik | Nr | Data             | Turniej   | Nawierzchnia | Przeciwniczka      | Wynik finału     |
| ------------- | -- | ---------------- | --------- | ------------ | ------------------ | ---------------- |
| Zwyciężczyni  | 1. | 22 lutego 1998   | Bogota    | Ceglana      | Sonya Jeyaseelan   | 6:3, 6:4         |
| Finalistka    | 1. | 23 maja 1999     | Madryt    | Ceglana      | Lindsay Davenport  | 1:6, 3:6         |
| Finalistka    | 2. | 20 lutego 2000   | São Paulo | Ceglana      | Rita Kuti-Kis      | 6:4, 4:6, 5:7    |
| Finalistka    | 3. | 6 stycznia 2001  | Auckland  | Twarda       | Meilen Tu          | 7:6(10), 6:2     |
| Zwyciężczyni  | 2. | 25 lutego 2001   | Bogota    | Ceglana      | Rita Kuti-Kis      | 6:2, 6:4         |
| Finalistka    | 4. | 3 marca 2002     | Acapulco  | Ceglana      | Katarina Srebotnik | 7:6(1), 4:6, 2:6 |
| Zwyciężczyni  | 3. | 15 czerwca 2003  | Wiedeń    | Ceglana      | Karolina Šprem     | 7:6(0), 2:6, 6:4 |
| Zwyciężczyni  | 4. | 17 stycznia 2004 | Canberra  | Twarda       | Silvia Farina Elia | 3:6, 6:4, 7:6(5) |

### Gra mieszana 2 (0–2)
| Końcowy wynik | Nr | Data             | Turniej         | Nawierzchnia | Partner      | Przeciwnicy                            | Wynik finału |
| ------------- | -- | ---------------- | --------------- | ------------ | ------------ | -------------------------------------- | ------------ |
| Finalistka    | 1. | 9 czerwca 2001   | French Open     | Ceglana      | Jaime Oncins | Virginia Ruano Pascual Tomás Carbonell | 5:7, 3:6     |
| Finalistka    | 2. | 26 stycznia 2002 | Australian Open | Twarda       | Gastón Etlis | Daniela Hantuchová Kevin Ullyett       | 3:6, 2:6     |

## Występy w Turnieju Mistrzyń

### W grze podwójnej
| Rok  | Rezultat    | Partnerka              | Przeciwniczki                 | Wynik          |
| 2000 | Ćwierćfinał | Virginia Ruano Pascual | Nicole Arendt Manon Bollegraf | 4:6, 2:6       |
| 2001 | Półfinał    | Virginia Ruano Pascual | Lisa Raymond Rennae Stubbs    | 3:6, 0:3 krecz |
| 2002 | Ćwierćfinał | Virginia Ruano Pascual | Rika Fujiwara Ai Sugiyama     | 4:6, 3:6       |
| 2003 | Zwycięstwo  | Virginia Ruano Pascual | Kim Clijsters Ai Sugiyama     | 6:4, 3:6, 6:3  |
| 2004 | Półfinał    | Virginia Ruano Pascual | Cara Black Rennae Stubbs      | 6:7(7), 4:6    |

## Turnieje rangi ITF
| turnieje z pulą nagród 100 000 $ |
| turnieje z pulą nagród 75 000 $  |
| turnieje z pulą nagród 50 000 $  |
| turnieje z pulą nagród 25 000 $  |
| turnieje z pulą nagród 15 000 $  |
| turnieje z pulą nagród 10 000 $  |

### Gra pojedyncza 16 (12-4)
| Rezultat     | Data       | Turniej         | ($)    | Naw.    | Przeciwniczka              | Wynik         |
| Zwyciężczyni | 20/10/1991 | Buenos Aires    | 10 000 | Ceglana | Ma. Luciana Reynares       | 2:6, 7:6, 6:1 |
| Zwyciężczyni | 10/11/1991 | Florianópolis   | 10 000 | Ceglana | Cintia Tortorella          | 6:3, 6:4      |
| Finalistka   | 24/11/1991 | Novo Hamburgo   | 10 000 | Ceglana | Svetlana Komleva           | 2:6, 5:7      |
| Zwyciężczyni | 03/05/1992 | Lleida          | 10 000 | Ceglana | Sarah Pitkowski            | 4:6, 6:4, 6:1 |
| Zwyciężczyni | 10/05/1992 | Balaguer        | 10 000 | Ceglana | Swetłana Kriwenczewa       | 3:6, 6:3, 6:0 |
| Zwyciężczyni | 17/05/1992 | Barcelona       | 10 000 | Ceglana | Catherine Barclay-Reitz    | 6:4, 6:1      |
| Zwyciężczyni | 24/05/1992 | Tortosa         | 10 000 | Ceglana | Irina Sukhova              | 3:6, 6:4, 6:1 |
| Zwyciężczyni | 21/11/1993 | La Plata        | 25 000 | Ceglana | Vanessa Matthys            | 7:6(5), 6:3   |
| Finalistka   | 29/10/1995 | Buenos Aires    | 10 000 | Ceglana | Mariana Díaz-Oliva         | 6:2, 4:6, 3:6 |
| Zwyciężczyni | 19/11/1995 | Buenos Aires    | 10 000 | Ceglana | Miriam d’Agostini          | 6:2, 6:1      |
| Finalistka   | 29/10/1995 | Tucumán         | 50 000 | Ceglana | Florencia Labat            | 2:6, 1:6      |
| Zwyciężczyni | 11/10/1998 | Santiago        | 25 000 | Ceglana | Conchita Martínez Granados | 3:6, 6:4, 6:1 |
| Zwyciężczyni | 25/10/1998 | Montevideo      | 25 000 | Ceglana | Antonella Serra Zanetti    | 7:5, 6:4      |
| Finalistka   | 08/11/1998 | Mogi das Cruzes | 25 000 | Ceglana | Janette Husárová           | 2:6, 6:2, 1:6 |
| Zwyciężczyni | 22/11/1998 | Buenos Aires    | 25 000 | Ceglana | Andreea Ehritt-Vanc        | 4:6, 6:1, 6:4 |
| Zwyciężczyni | 19/09/1999 | Buenos Aires    | 25 000 | Ceglana | Florencia Labat            | 6:0, 7:5      |

### Gra podwójna 13 (7-6)
| Rezultat     | Data       | Turniej       | ($)    | Naw.    | Partnerka               | Przeciwniczki                             | Wynik            |
| Finalistka   | 27/10/1991 | Asunción      | 10 000 | Ceglana | Pamela Zingman          | Karolina Bułat Katarzyna Malec            | 5:7, 4:6         |
| Finalistka   | 24/11/1991 | Novo Hamburgo | 10 000 | Ceglana | Pamela Zingman          | Maria Marfina Svetlana Komleva            | 4:6, 3:6         |
| Finalistka   | 10/05/1992 | Balaguer      | 10 000 | Ceglana | Pamela Zingman          | Swetłana Kriwenczewa Irina Sukhova        | 6:4, 4:6, 4:6    |
| Zwyciężczyni | 17/05/1992 | Barcelona     | 10 000 | Ceglana | Pamela Zingman          | Rosa Bielsa Gala León García              | 6:4, 6:2         |
| Zwyciężczyni | 17/10/1993 | Santiago      | 10 000 | Ceglana | Pamela Zingman          | Barbara Castro Ma. Dolores Campana        | 6:1, 3:6, 6:0    |
| Zwyciężczyni | 29/10/1995 | Buenos Aires  | 10 000 | Ceglana | Cintia Tortorella       | Mariana Díaz-Oliva Mariana Lopez Palacios | 6:2, 6:2         |
| Finalistka   | 19/11/1995 | Buenos Aires  | 10 000 | Ceglana | Ma. Florencia Cianfagna | Miriam d’Agostini Katalin Marosi          | 6:7(4), 6:0, 6:3 |
| Zwyciężczyni | 17/12/1995 | Tucumán       | 50 000 | Ceglana | Laura Montalvo          | Larissa Schaerer Veronica Stele           | 6:2, 7:6(4)      |
| Zwyciężczyni | 11/02/1996 | Mar del Plata | 50 000 | Ceglana | Laura Montalvo          | Marion Maruska Noelle Van Lottum          | 6:3, 6:1         |
| Finalistka   | 12/10/1997 | Sedona        | 50 000 | Twarda  | Liezel Huber            | Cătălina Cristea Corina Morariu           | 5:7, 2:6         |
| Zwyciężczyni | 11/10/1998 | Santiago      | 25 000 | Ceglana | Laura Montalvo          | Miriam d’Agostini Katalin Marosi          | 6:1, 6:2         |
| Zwyciężczyni | 25/10/1998 | Montevideo    | 25 000 | Ceglana | Laura Montalvo          | Eva Bes María-Fernanda Landa              | 6:2, 6:2         |
| Finalistka   | 19/09/1999 | Buenos Aires  | 25 000 | Ceglana | Laura Montalvo          | Paula Racedo Alienor Tricerri             | walkower         |

## Występy w igrzyskach olimpijskich

### Gra pojedyncza
| Runda                                                                           | Przeciwniczka                            | Wynik               |  |
| ------------------------------------------------------------------------------- | ---------------------------------------- | ------------------- |  |
|                                                                                 |                                          |                     |  |
| Letnie Igrzyska Olimpijskie w Sydney 2000, reprezentując państwo Argentyna      |                                          |                     |  |
| I runda                                                                         | Stany Zjednoczone: Lindsay Davenport [1] | 2:6, 2:6            |  |
|                                                                                 |                                          |                     |  |
| Letnie Igrzyska Olimpijskie w Atenach 2004, reprezentując państwo Argentyna [7] |                                          |                     |  |
| I runda                                                                         | Francja: Nathalie Dechy                  | 6:7(1), 7:6(5), 9:7 |  |
| II runda                                                                        | Kolumbia: Fabiola Zuluaga                | 6:4, 6:7(4), 1:6    |  |

### Gra podwójna
| Runda                                                                        | Partnerka             | Przeciwniczki                                                | Wynik            |
| ---------------------------------------------------------------------------- | --------------------- | ------------------------------------------------------------ | ---------------- |
|                                                                              |                       |                                                              |                  |
| Letnie Igrzyska Olimpijskie w Sydney 2000, reprezentując państwo Argentyna   |                       |                                                              |                  |
| I runda                                                                      | Laura Montalvo [3]    | Włochy: Silvia Farina Elia / Rita Grande                     | 6:0, 6:0         |
| II runda                                                                     | Laura Montalvo [3]    | Wenezuela: Milagros Sequera / María Vento                    | 4:6, 1:6         |
|                                                                              |                       |                                                              |                  |
| Letnie Igrzyska Olimpijskie w Atenach 2004, reprezentując państwo Argentyna  |                       |                                                              |                  |
| I runda                                                                      | Patricia Tarabini [7] | Hiszpania: Anabel Medina Garrigues / Arantxa Sánchez Vicario | 6:7(8), 7:5, 6:2 |
| II runda                                                                     | Patricia Tarabini [7] | Japonia: Akiko Morigami / Saori Obata                        | 6:3, 6:3         |
| ćwierćfinał                                                                  | Patricia Tarabini [7] | Francja: Nathalie Dechy / Sandrine Testud                    | 6:4, 1:6, 6:4    |
| półfinał                                                                     | Patricia Tarabini [7] | Chiny: Li Ting / Sun Tiantian [8]                            | 2:6, 6:2, 7:9    |
| o trzecie miejsce                                                            | Patricia Tarabini [7] | Japonia: Shinobu Asagoe / Ai Sugiyama [5]                    | 6:3, 6:3         |
|                                                                              |                       |                                                              |                  |
| Letnie Igrzyska Olimpijskie w Londynie 2012, reprezentując państwo Argentyna |                       |                                                              |                  |
| I runda                                                                      | Gisela Dulko          | Chiny: Li Na / Zhang Shuai                                   | 4:6, 2:6         |

## Finały juniorskich turniejów wielkoszlemowych

### Gra pojedyncza (1)
| Końcowy wynik | Rok  | Turniej     | Nawierzchnia | Przeciwniczka       | Wynik finału |
| Finalistka    | 1992 | French Open | Ceglana      | Rossana de los Ríos | 4:6, 0:6     |